# Luinga

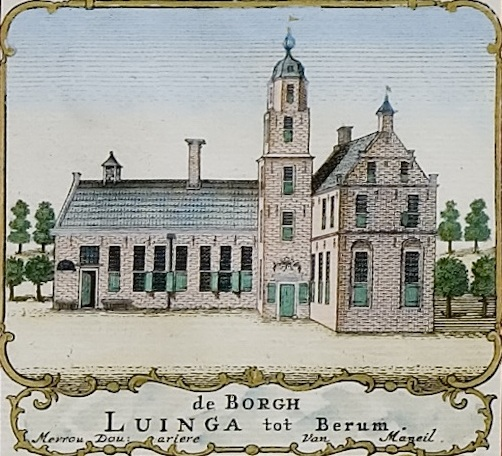
De borg op de kaart van Theodorus Beckeringh (1781)

Luinga was een borg in Bierum, gebouwd begin zestiende eeuw. In 1825 is de borg gesloopt. Toen werd ook het bijbehorend 'Engels bos' gekapt.  De families Van Berum, l'Argentier en Van Maneil  hebben de borg bewoond. Voor de familie Van Berum is de borg waarschijnlijk bewoond door de familie Luinga of Luynghe.
In 1756 kocht de uit Indië teruggekeerde Warmolt baron van Maneil de borg. Na zijn overlijden in 1765 werden zijn broer luitenant-generaal Cornelius baron van Maneil en diens vrouw Josina Petronella Alberda van Bloemersma bewoners van de borg. Na het overlijden van Cornelius verkocht zijn weduwe de borg in 1795 aan Harm Jan van Bolhuis.

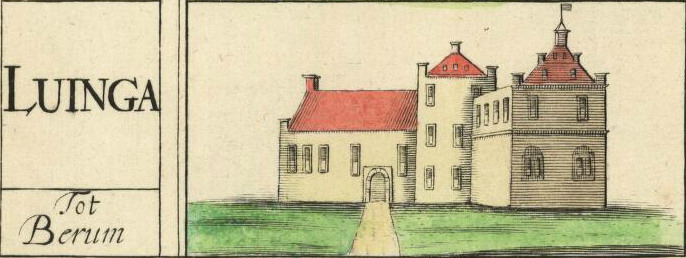
De borg op de kaart van Willem en Frederik Coenders van Helpen (1678)

1. ↑  Groninger Borgen: Luinga te Bierum